# Бирон, Александра Александровна
Александра Александровна Бирон (урождённая светлейшая княжна Меншикова; 17 (28) декабря 1712 — 13 (24) сентября 1736, Санкт-Петербург) — фрейлина императрицы Анны Иоанновны. Младшая сестра невесты императора Петра II Марии Меншиковой.

## Биография

### Дочь А. Д. Меншикова
Александра Александровна родилась 17 (28) декабря 1712 года в семье светлейшего князя (с 1706 года) и герцога Ижорского (с 1707 года) Александра Меншикова и Дарьи Михайловны, урождённой Арсеньевой. Восприемником княжны был император Пётр.
Александра, как её сестра Мария и брат Александр, получила надлежащее образование. В апреле 1716 года Меншиков даёт поручение русскому резиденту в Вене Аврааму Веселовскому: «Поищите мальчика, который был бы искусен в танцеванье и такового сыскав, по тому ж к нам пришлите». В 1718 году Меншиков писал супруге: «Зело от сердца радуюсь, что при помощи божии дети наши учатца». Благодаря отцу, Меншиковы были приближены к императорской семье. Когда Екатерина Алексеевна сопровождала мужа в очередном походе, их дети переходили под опеку семьи А. Д. Меншикова. С детства Александра дружила с великой княжной Натальей Алексеевной, которая в письмах своих называла её «вселюбезнейшей дорогою сестрицей».
31 марта (11 апреля) 1727 года Александра и Мария были пожалованы портретами Екатерины I, усыпанными бриллиантами для ношения на андреевской ленте.
29 июня (10 июля) 1727 года после помолвки Марии с императором Петром II Александра Александровна была пожалована Орденом Святой Екатерины. Меншиков занялся устройством судьбы и младших детей. Александру прочили великую княжну Наталью Алексеевну, Александре — наследного принца Ангальт-Дессауского. По распоряжению светлейшего князя в издававшийся придворный календарь на 1728 год в числе императорской фамилии были внесены имена всех его родственников «с обозначением лет, чисел и месяцев рождения и тезоименитства каждой особы»

### В опале
Однако 6 (17) сентября 1727 года Меншиков был свергнут и отправлен с семейством в ссылку в Березов. Обоз светлейшего князя состоял из 148 человек обслуги и 33-х карет с вещами. 14 (25) октября 1727 года по указу императора у Александры Александровны и других членов семьи был изъяты русские ордена. А 5 (16) января 1728 года действительный статский советник Иван Никифорович Плещеев произвёл опись и изъятие имущества семьи. Н. П. Вильбоа писал: «… одели и детей его в бараньи шубы и шапки, под которыми были сокрыты кафтаны грубого сукна». Но это не соответствовало действительности, гардероб семьи был скромным, но всё необходимое у них было. Из одежды на княжне Александре оставили: зелёную тафтяную юбку, белый штофный подшлафрок и зелёную же тафтяную шубку, на голове — белый атласный чепчик.

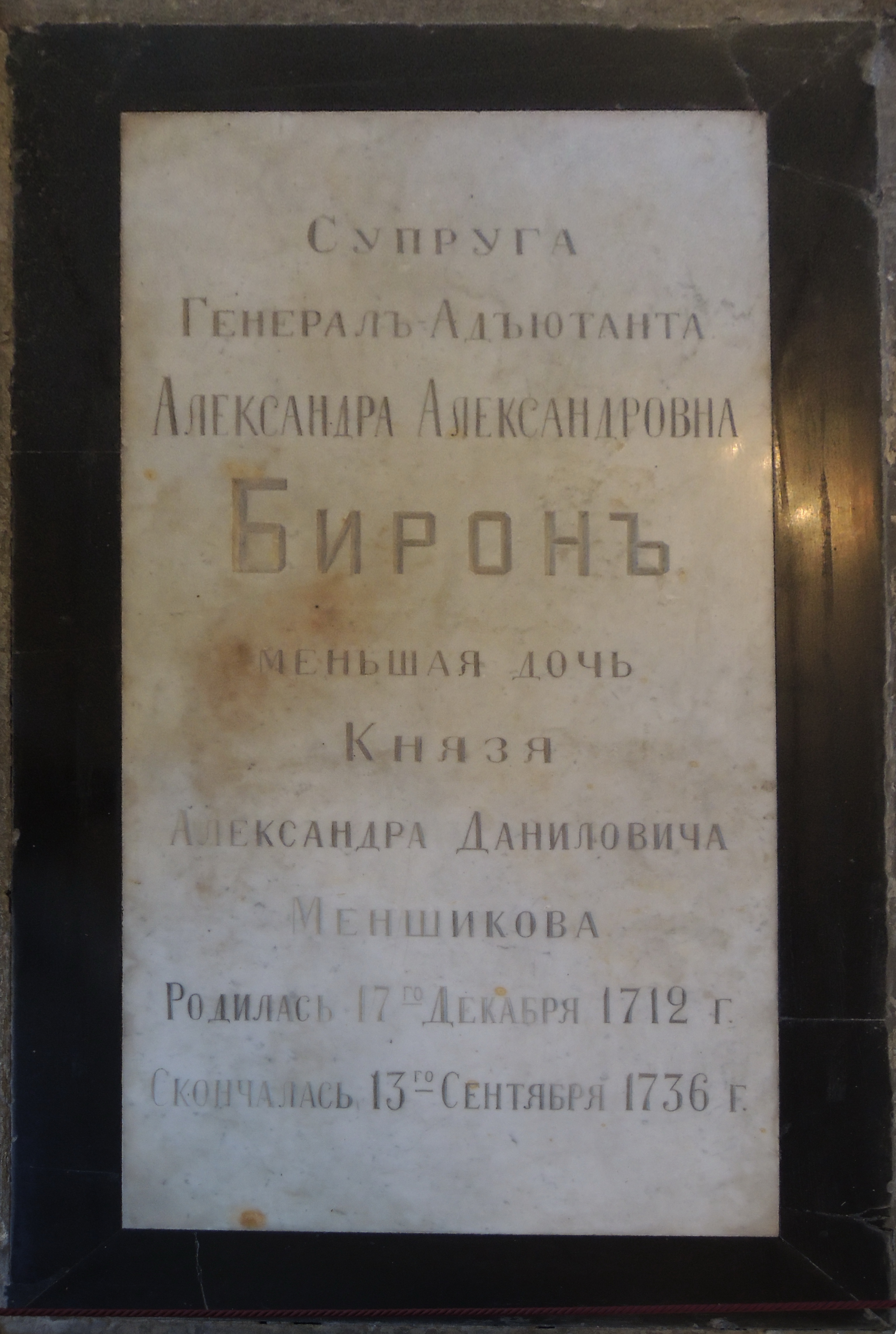
Надгробная плита

10 (21) мая 1728 года по дороге в Березов, «не доезжая до Казани за 7 верст», скончалась Дарья Михайловна. В ссылке княжны были вынуждены самостоятельно заниматься хозяйством: Мария — стряпнёй на кухне, Александра — стиркой белья. Спустя 6 месяцев ссылки в Берёзове дети Меншикова заболели. Мария умерла от оспы, но Александру с братом ему удалось выходить. 12 (23) ноября 1729 года умер и Александр Данилович, а дети остались сиротами.

### Жена Г. Бирона
В 1731 году новая императрица Анна Иоанновна возвратила их из Сибири. Княжна Александра была пожалована во фрейлины. Ей была возвращена часть имущества отца: одежда, постельное бельё, медная и оловянная посуда.
4 (15) мая 1732 года состоялась свадьба Александры Александровны и генерал-майора и гвардии майора Густава Бирона, младшего брата фаворита Эрнста Иоганна Бирона. Возможно, этот брак был заключён с целью получить доступ к иностранным вкладам Меншикова, наследниками которых были его дети. Вильбоа писал: 
В описях имения и бумаг Меншикова нашли, что у него находились значительные суммы в банках Амстердамском и Венецианском. Русские министры неоднократно требовали выдачи сих сумм на том основании, что всё имение Меншикова принадлежало правительству русскому по праву конфискации. Но требования не были исполнены, ибо директоры банков, строго следуя правилам своих заведений, отказывались отдать капиталы кому бы то ни было, кроме того, кто положил их, и отдали их тогда только, когда утвердились, что наследники Меншикова были на свободе и могли распоряжаться своим достоянием. Полагали, что сии капиталы, простиравшиеся более нежели на полмиллиона рублей, обращены были в приданое княжне Меншиковой и что сему обстоятельству юный князь Меншиков одолжен был местом штабс-капитана гвардии …
Новобрачные поселились в бывшем доме Федосея Скляева на Дворцовой набережной. Супружество княжны Меншиковой было недолгим. 13 (24) сентября 1736 года в возрасте 23-х лет она скончалась при родах вместе с новорожденным ребёнком. Жена английского посланника леди Рондо оставила подробное описание церемонии похорон Александры Бирон. Особое впечатление на неё произвело поведение брата, который казалось «вытащит её из гроба», и супруга, который «приблизился к гробу и упал в обморок». Похоронена Александра Александровна в Благовещенской усыпальнице Александро-Невской Лавры.
В 1740 году в результате дворцового переворота был свергнут Бирон. Вместе с ним пострадал и Густав, отправившийся в ссылку. Имущество Биронов, включавшее и приданое Александры Александровны, было конфисковано. Лишь в 1752 году Александр Меншиков подал челобитную по возвращению имущества сестры: «… пожитков тысяч до семидесяти, да деревни купленные, лежащие в Польше, Горки, которые проданы графу Потоцкому за восемьдесят тысяч рублев, и деньги за сестрою моею в приданое не были отданы ему, Бирону»

## Художественные образы
- Изображена на картине Сурикова «Меншиков в Берёзове».
- В телефильмах «Тайны дворцовых переворотов. Фильм 3. Я император» и «Тайны дворцовых переворотов. Фильм 4. Падение Голиафа» роль Меншиковой исполнила актриса Мария Егорова.